# HC CSKA Moscú
El HC CSKA Moscú (en ruso: Хоккейный клуб ЦСКА Москва, Khokkeynyy klub TSSKA Moskva; en castellano: «Club de hockey CSKA Moscú») es un equipo profesional ruso de hockey sobre hielo, perteneciente a la sociedad deportiva CSKA Moscú, y juega en la Liga Continental de Hockey. Son conocidos en occidente como el "Ejército Rojo Central" o el "Equipo del Ejército Rojo" por su afiliación histórica al entonces ejército soviético, llamado el Ejército Rojo. El HC CSKA Moscú es el equipo más laureado del hockey sobre hielo de la era soviética y uno de los más ganadores en Europa.

## Palmarés
Liga soviética (32): 1948, 1949, 1950, 1955, 1956, 1958, 1959, 1960, 1961, 1963, 1964, 1965, 1966, 1968, 1970, 1971, 1972, 1973, 1975, 1977, 1978, 1979, 1980, 1981, 1982, 1983, 1984, 1985, 1986, 1987, 1988, 1989

 Copa soviética (12): 1955, 1956, 1961, 1966, 1967, 1968, 1969, 1973, 1977, 1979, 1988

 IIHF European Champions Cup (20): 1969, 1970, 1971, 1972, 1973, 1974, 1976, 1978, 1979, 1980, 1981, 1982, 1983, 1984, 1985, 1986, 1987, 1988, 1989, 1990

 Copa Gagarin
(1): 2018-19

 Copa Continental
(4): 2014-15, 2015-16, 2016-17, 2018-19

 Spengler Cup (1): 1991

 Pajulahti Cup (1): 2005

## Jugadores

### Salón de la fama
La siguiente lista incluye a los jugadores del salón de la fama del club. Los años corresponden a su periodo en el CSKA.
- Veniamin Alexandrov, 1955–69, inscrito en 2007
- Helmuts Balderis, 1977–80, inscrito en 1998
- Vsevolod Bobrov, 1946–49, 1953–57 inscrito en 1997
- Pavel Bure, 1987–91, inscrito en 2012
- Viacheslav Fetisov, 1978–89, 2009 inscrito en 2005
- Anatoli Firsov, 1961–74 inscrito en 1998
- Alexei Kasatonov, 1978–90, 1994–95, 1996–97 inscrito en 2009
- Valeri Kharlamov, 1967–81, inscrito en 1998
- Vladimir Krutov, 1977–89, inscrito en 2010
- Viktor Kuzkin, 1958–76, inscrito en 2005
- Igor Larionov, 1981–89, inscrito en 2005
- Konstantin Loktev, 1954–67, inscrito en 2007
- Sergei Makarov, 1978–89, inscrito en 2001
- Boris Mikhailov, 1967–81, inscrito en 2000
- Vladimir Petrov, 1967–81 inscrito en 2006
- Alexander Ragulin, 1962–73, inscrito en 1997
- Nikolai Sologubov, 1949–64 inscrito en 2004
- Vladislav Tretiak, 1968–84, inscrito en 1998